# Melanargia montana
Melanargia montana är en fjärilsart som beskrevs av John Henry Leech 1892-1894. Melanargia montana ingår i släktet Melanargia och familjen praktfjärilar. Inga underarter finns listade i Catalogue of Life.